# Władimir Tairow
Władimir Christoforowicz Tairow, właśc. Ruben Ter-Grikorian (ros. Влади́мир Христофо́рович Таи́ров, ur. 1894 w Górskim Karabachu, zm. 22 sierpnia 1938) – ormiański rewolucjonista, radziecki dowódca wojskowy, polityk, dyplomata.

## Życiorys
1914 ukończył szkołę prywatną w Baku, 1915 wstąpił do SDPRR(b), 1916 kształcił się w szkole prywatnej w Kijowie (nie ukończył), 1916 został aresztowany i zwolniony. W 1917 był komisarzem Moskiewskich Banków, 1918 wstąpił do Armii Czerwonej, był wojskowym komisarzem 1 Dywizji Kałmuckiej, później członkiem Rady Wojskowo-Rewolucyjnej 9 Armii, wojskowym komisarzem 10 Armii, członkiem Rady Wojskowo-Rewolucyjnej 10 Armii i członkiem Rady Wojskowo-Rewolucyjnej 1 Armii Konnej. Pracownik Wydziału Politycznego Frontu Północnokaukaskiego, ukończył kursy wojskowo-akademickie wyższej kadry kierowniczej Armii Czerwonej, od 1924 pomocnik Głównego Doradcy Wojskowego w Chinach, pracownik Czwartego Zarządu Sztabu Armii Czerwonej (wywiad wojskowy), 1924-1925 słuchacz Wydziału Wschodniego Wojskowej Akademii Armii Czerwonej. Od 1926 komisarz Sztabu Południowochińskiej Grupy Sowieckich Doradców Wojskowych, zastępca naczelnika tej grupy doradców ds. politycznych, 1927-1929 zastępca dowódcy Samodzielnej Armii Dalekowschodniej. Od lipca 1929 pomocnik zastępcy szefa Zarządu IV Sztabu Armii Czerwonej, później zastępca szefa tego zarządu, 1929-1932 szef Wydziału II Czwartego Zarządu Sztabu Armii Czerwonej, 1932-1935 szef Wydziału Politycznego Samodzielnej Dalekowschodniej Armii Czerwonego Sztandaru. Od 9 lutego 1935 do 19 sierpnia 1937 ambasador ZSRR w Mongolii, od lutego 1935 do sierpnia 1937 pełnomocnik KC WKP(b) w Mongolii. Miał stopień komisarza brygadowego. 26 stycznia 1937 został odznaczony Orderem Lenina.
5 sierpnia 1937 aresztowany, 22 sierpnia 1938 skazany na śmierć przez Wojskowe Kolegium Sądu Najwyższego ZSRR "za udział w faszystowskim spisku w wojsku" i rozstrzelany. 14 kwietnia 1956 pośmiertnie zrehabilitowany.